# NGC 6902
NGC 6902 је спирална галаксија у сазвежђу Стрелац која се налази на NGC листи објеката дубоког неба.
Деклинација објекта је - 43° 39' 11" а ректасцензија 20h 24m 27,9s. Привидна величина (магнитуда) објекта NGC 6902 износи 10,9 а фотографска магнитуда 11,8. Налази се на удаљености од 33 милиона парсека од Сунца. NGC 6902 је још познат и под ознакама IC 4948, ESO 285-8, MCG -7-42-2, AM 2021-434, PGC 64632.